# Oliver Barth
Oliver Barth est un footballeur allemand né le 6 octobre 1979 à Stuttgart en Allemagne. Il évolue actuellement comme défenseur.

## Palmarès
- SC Fribourg
  - Vainqueur de la 2.Bundesliga en 2009.